# Капски планини
Капските планини са планини в крайните южни части на Африка, в Република Южна Африка, простиращи се от река Олифантс на северозапад до град Порт Елизабет на изток. Дължината им е около 800 km. Състоят се от няколко паралелни вериги със средна надморска височина 1500 m, сред които са Кедровите планини (Олифантсрифирберг, 2077 m), хребетите Лангеберг (2074 m), Свартберг (връх Севенвикспуртлик 2325 m, най-високата точка на планините), Свартрюхенс (2251 m), Аутеникваберг (1677 m), Каманаси (1958 m), Бафиансклуфберг (1630 m), Винтерхукберг (1759 m) и други. От Порт Елизабет до Вустер направлението им е от изток на запад с дължина около 600 km и чрез хребетите Свартберг (на север) и Лангеберг и Аутеникваберг (на юг) заграждат голямата надлъжна долина Малко Кару. От град Вустер завиват на север-северозапад и тук са разположени Кедровите планини и хребетите Олифантсрифирберг, Свартрюхенс и др.
В западните им части климатът е от средиземноморски тип с максимум на валежите през зимата (от юни до август), с количество по наветрените склонове над 600 mm годишно. На изток валежите са по-равномерни и тяхното количество надминава 800 mm годишно. През зимата по най-високите части пада сняг. Подветрените склонове и вътрешните долини имат полупустинен климат и растителност. Наветрените склонове на запад са покрити с вторични участъци от вечнозелени храсти (финбош), а на изток са заети от смесени (широколистни и иглолистни) гори, развити върху кафеникави и планинско-горски кафяви почви.
| Портал | Портал „Африка“ съдържа още много статии, свързани с Африка. Можете да се включите към Уикипроект „Африка“. |

1. 1 2  ((ru)) «Большая Советская Энциклопедия» – Капские горы, т. 11, стр. 365